# 鄭雄仁
鄭雄仁（1971年1月20日—），韓國男演員。2006年6月3日鄭雄仁與小他12歲的李智仁舉行婚禮，两人育有三女。

## 影視作品

### 電視劇

#### 1990年代
- 1996年：SBS《千一夜話》
- 1997年：MBC《Yesterday》
- 1998年：SBS《順風婦產科》飾演 Catv PD
- 1998年：SBS《恩實啊》
- 1999年：SBS《波濤》
- 1999年：MBC《菊熙》

#### 2000年代
- 2000年：MBC《三個朋友》飾演 鄭雄仁
- 2001年：MBC《洪國榮》飾演 鄭厚謙
- 2005年：MBC《可惡的女人們》飾演 鄭正錫
- 2007年：MBC《文熙》飾演 文皓
- 2008年：MBC《我人生最後的緋聞》飾演 張東和
- 2009年：MBC《善德女王》飾演 美生
- 2009年：MBC《穿透屋頂的High Kick》飾演 鄭雄仁（客串）
- 2009年：tvN《三個男人》

#### 2010年代
- 2010年：SBS《Coffee House》飾演 韓志源
- 2010年：KBS《近肖古王》飾演 偉雨郎
- 2011年：KBS《烏鵲橋兄弟》飾演 黃泰植
- 2012年：KBS《Drama Special－Amore Mio》飾演 姜海昌
- 2012年：KBS《Drama Special－SOS》
- 2013年：SBS《聽見你的聲音》飾演 閔俊國
- 2013年：KBS《Drama Special－Happy! Rose Day》
- 2013年：MBC《奇皇后》飾演 廉秉洙
- 2014年：《Love in Memory 2－爸爸的手冊》飾演 玄秀
- 2014年：SBS《無盡的愛》飾演 朴永泰
- 2014年：SBS《皮諾丘》飾演 閔俊國（客串）
- 2015年：MBC《華政》飾演 李爾瞻
- 2015年：SBS《龍八夷》飾演 李浩俊
- 2015年：MBC《甜蜜殺氣的家族》飾演 白起範
- 2016年：MBC《Monster》飾演 文泰光
- 2017年：SBS《我的野蠻女友》飾演 鄭基俊
- 2017年：tvN《機智牢房生活》飾演 彭世潤
- 2018年：SBS《Switch－改變世界》飾演 琴泰雄
- 2018年：MBC《離別已別離》飾演 鄭秀哲
- 2018年：SBS《Miss Ma：復仇的女神》飾演 韓泰奎
- 2019年：JTBC《輔佐官–改變世界的人們》飾演 吳元植
- 2019年：KBS《99億的女人》飾演 洪仁表
- 2019年：JTBC《輔佐官2–改變世界的人們》飾演 吳元植

#### 2020年代
- 2020年：SBS《飛吧開天龍》飾演 張允碩
- 2021年：Apple TV+《柏青哥》飾演 高宗律
- 2021年：JTBC《IDOL：The Coup》飾演 馬振宇
- 2022年：TVING《玫瑰公寓》飾演 張元燮
- 2023年：tvN《青春月譚》飾演 曹元寶
- 2023年：JTBC《壞媽媽》飾演 吳太秀
- 2023年：ENA《白晝之月》飾演 石哲煥
- 2024年：KBS《抓住你的衣領》飾演 薛判浩
- 2024年：MBC《我們，家》飾演 鄭斗滿
- 2024年：JTBC《浪漫這一家》饰演 南致烈
- 2025年：KBS2《惡人之國》飾演 醫生
- 2025年：Netflix《槍口彼端》飾演 尹元哲（特別出演）

### 電影

#### 1990年代
- 1995年：《爱的解脱》
- 1996年：《老板》
- 1996年：《瘋自王》
- 1996年：《7惡童》饰演 燕子
- 1998年：《瘋狂飯店殺人夜》饰演 看眼光的男子
- 1999年：《北京飯店》饰演 拉面

#### 2000年代
- 2000年：《茅躉王》饰演 斗植
- 2001年：《頭師父一體》饰演 金尚斗
- 2002年：《2424》饰演 崔斗七
- 2003年：《變態輪迴》饰演 赵明久／金光林
- 2004年：《我爸是高中生》饰演 金哲秀
- 2006年：《野蠻師生2》饰演 金尚斗
- 2006年：《魔術師》饰演 在成
- 2006年：《為人師表》饰演 黑帮老大（友情出演）
- 2006年：《鼠國流浪記》（配音）
- 2007年：《瘋狂至極》饰演 罗大范
- 2008年：《錯誤的相遇》饰演 姜日道
- 2009年：《遺憾的城市》饰演 李中大

#### 2010年代
- 2011年：《危險的相見禮》饰演 相亲男（友情出演）
- 2011年：《黑道千金逼我嫁4》饰演 贤俊
- 2013年：《傳說的拳頭》饰演 孙镇浩
- 2015年：《辣手警探》饰演 裴司机
- 2015年：《對不起 我愛你 謝謝你》饰演 朴PD（特别出演）
- 2017年：《叛獄無間》饰演 亨哲（特别出演）
- 2018年：《控制》
- 2019年：《最普通的恋爱》飾演 光秀

#### 2020年代
- 2020年：《射门吧女孩》饰演 金秀哲
- 2022年：《为了孩子的孩子》饰演 胜元
- 2022年：《極速首爾》飾演 部長檢察官
- 2024年：《60分鐘亡命直播》飾演 羅振洙

### MV
- 2010年：Tin Tin Five《青春》（與成智陸、鄭承華）

## 綜藝節目
- 2014年：MBC《爸爸 你去哪兒》第二季

## 獲獎
- 1999年：SBS演技大賞－新人獎
- 2011年：KBS演技大賞－男配角獎
- 2013年：第6屆韓國電視劇獎－男子最優秀獎（聽見你的聲音）
- 2013年：APAN Star Awards－男子演技獎（聽見你的聲音）
- 2013年：SBS演技大賞－迷你劇部門 男子特別演技獎（聽見你的聲音）
- 2014年：MBC演藝大賞－PD賞